# Max Kretzer
Max Kretzer (født 7. juni 1854 i Posen, død 15. juli 1941 i Charlottenburg) var en tysk forfatter.
Han var oprindelig maskinarbejder, og først under en længere sygdom, der skaffede ham otium til at læse, opdagede han sit kald som forfatter. I sine første romaner og noveller viste han stærk påvirkning af moderne fransk litteratur, jævnsides talent som skildrer af folkelivet. Med forkærlighed henter han sine emner fra samfundets lavere og laveste lag. Hans senere produktion viser en tydelig fremtrædende socialistisk tendens. Af hans bøger kan nævnes: Meister Timpe, Die Bergpredigt, Der Millionenbauer, Söhne ihres Vaters, Reue, Die blanken Knöpfe og Stehe auf und wandle (1913).